# Треоган
Треога́н (фр. Tréogan, брет. Treogan) — коммуна во Франции, находится в регионе Бретань. Департамент — Кот-д’Армор. Входит в состав кантона Ростренен. Округ коммуны — Генган.
Код INSEE коммуны — 22373.

## География
Коммуна расположена приблизительно в 440 км к западу от Парижа, в 140 км западнее Ренна, в 70 км к юго-западу от Сен-Бриё.

## Население
Население коммуны на 2016 год составляло 100 человек.
| 1962 | 1968 | 1975 | 1982 | 1990 | 1999 | 2008 | 2016 |
| ---- | ---- | ---- | ---- | ---- | ---- | ---- | ---- |
| 186  | 168  | 160  | 162  | 138  | 119  | 100  | 100  |

## Администрация
| Период | Период | Фамилия      | Партия        | Примечания                                   |
| ------ | ------ | ------------ | ------------- | -------------------------------------------- |
| 1959   | 1973   | Эрнест Давид | ФКП           | член генерального совета кантона (1961—1973) |
| 1974   | 1983   | Жан Гоаколу  | беспартийный  | фермер                                       |
| 1983   |        | Оноре Лекоа  | Разные правые | фермер, пенсионер                            |

## Экономика
В 2007 году среди 61 человека в трудоспособном возрасте (15—64 лет) 41 были экономически активными, 20 — неактивными (показатель активности — 67,2 %, в 1999 году было 74,6 %). Из 41 активных работали 37 человек (20 мужчин и 17 женщин), безработных было 4 (1 мужчина и 3 женщины). Среди 20 неактивных 4 человека были учениками или студентами, 7 — пенсионерами, 9 были неактивными по другим причинам.